# Сэвил, Томас, 1-й граф Сассекс
Тома́с Сэ́вил, 1-й граф Са́ссекс (англ. Thomas Savile, 1st Earl of Sussex; 1590 — 1657/1659) — английский аристократ и государственный деятель, казначей королевского двора (1641—1649).

## Биография
Томас Сэвил был сыном Джона Сэвила, 1-го барона Сэвил из Понтефракта и его второй жены Элизабет Кэри, дочери Эдварда Кэри и Кэтрин Найветт. Ранее занимал некоторые административные должности.
В 1624 году вместе с отцом был избран в Палату общин, где состоял в оппозиции Томасу Уэнтуорту, ставшему в 1640 году графом Стаффорд. Сэвил был сторонником герцога Бекингема и 11 июня 1628 года ему был пожалован титул виконта Сэвил, который возвёл его в пэрство. В 1630 году, после смерти отца, унаследовал его титул, став 2-м бароном Сэвил из Понтефракта. 
В 1641 году Сэвил был назначен на должность казначея королевского двора, заменив в этой должности Генри Вейна, лишённого своих должностей. В ноябре 1642 года Сэвил был арестован по обвинению в государственной измене и провёл в тюрьме шесть месяцев, а в июне 1643 года был помилован королём. 25 мая 1644 года ему был присвоен титул граф Сассекс, но он был в немилости у Карла I за переписку со своими родственниками, которые были сторонниками парламента. 
В июне 1645 года Сэвил был вновь арестован и отправлен в Тауэр, пока в мае 1646 года не был отпущен на свободу, заплатив крупный штраф. В последующие годы, Сэвил ушёл из политической жизни и умер около 1659 года; ему наследовал единственный сын Джеймс.